# Sophta nitens
Sophta nitens là một loài bướm đêm trong họ Noctuidae.